# Birutė Šakickienė
Birutė Šakickienė (Zarasai, URSS, 26 de noviembre de 1968) es una deportista lituana que compitió en remo.
Participó en dos Juegos Olímpicos de Verano, en los años 1996 y 2000, obteniendo una medalla de bronce en Sídney 2000, en la prueba de doble scull.

## Palmarés internacional
| Juegos Olímpicos | Juegos Olímpicos   | Juegos Olímpicos  | Juegos Olímpicos |
| Año              | Lugar              | Medalla           | Prueba           |
| ---------------- | ------------------ | ----------------- | ---------------- |
| 2000             | Sídney (Australia) | Medalla de bronce | Doble scull      |